# Luca Ricci (scrittore)
Luca Ricci (Pisa, 12 gennaio 1974) è uno scrittore italiano.

## Biografia
Luca Ricci si dedica alla scrittura dopo aver abbandonato la Scuola d'Arte drammatica Paolo Grassi.
Nella prima parte del suo percorso si concentra sulla forma breve con tre libri di racconti consecutivi (il terzo segnerà il passaggio alla major Einaudi). 
Nel 2007 con L'amore e altre forme d'odio vince il Premio Chiara (nella terna insieme a lui quell'anno Francesco Pecoraro e Ilaria Bernardini). 
Nel 2009 firma per Laterza una breve incursione nel mondo della saggistica narrativa con la favola nera Come scrivere un best seller in 57 giorni (in cinquina al Premio Bergamo), analisi e critica della filiera editoriale. 
Nel 2017 passa a Rizzoli con il quarto libro di racconti I difetti fondamentali (nella short list del premio Campiello, in terna al Premio Chiara e al Premio Internazionale Ceppo), dopo altre due prove einaudiane sospese tra racconto lungo e romanzo breve (La persecuzione del rigorista e Mabel dice sì).  
Nel 2018 passa a La nave di Teseo, dove firma il ciclo romanzesco incentrato sulle quattro stagioni, Gli autunnali (proposto allo Strega da Renato Minore, nella short list del premio Campiello), Gli estivi, Gli invernali (proposto allo strega da Guido Davico Bonino, nella short list del premio Campiello, nella sestina del Premio Città dei lettori) e I primaverili, oltre ai racconti lunghi Trascurate Milano, Il nero abisso esistente tra noi e Vitalità dell'amore. 
Ha pubblicato racconti per molti giornali, riviste, lit-blog e antologie tra cui Addictions, Nuovi Argomenti, Il Caffe illustrato, The FLR, K rivista, Nazione Indiana, Cattedrale, minima&moralia, Altri Animali, Satisfiction, Linus. Le sue collaborazioni giornalistiche comprendono La Lettura del Corriere della Sera, La domenica del sole24ore, Il Messaggero, Il Giornale, Domani.
Ha portato in giro per l'Italia letture sceniche tratte dai suoi racconti in “Nessuna enfasi: cinque racconti letti e illuminati”, "Fantasmi per Voce e Viola", "Trascurate Milano". 
Tiene o ha tenuto corsi di scrittura creativa per Scuola Holden, Belleville, Scuola del libro e Fenysia. 
Nel 2010 un'indagine del Sole24ore l'ha indicato insieme a Giorgio Vasta e Nicola Lagioia come uno dei tre migliori scrittori italiani under 40 (i critici interpellati: Giovanni Pacchiano, Ermanno Paccagnini, Filippo La Porta, Goffredo Fofi, Marco Belpoliti, Andrea Cortellessa). 
Nell'antologia La terra della prosa (L'orma editore 2014), Andrea Cortellessa lo definisce "Il virtuoso più consumato della tecnica del racconto in Italia".

## Opere
- Duepigrecoerre d'amore (Addictions, 2000)
- Il piede nel letto (Alacran, 2005)
- L'amore e altre forme d'odio (Einaudi, 2006 - Nuova edizione La nave di Teseo, 2020)
- La persecuzione del rigorista (Einaudi, 2008)
- Come scrivere un best seller in 57 giorni (Laterza, 2009)
- Mabel dice sì (Einaudi, 2012)
- Fantasmi dell'aldiquà (La scuola di Pitagora, 2014)
- I difetti fondamentali (Rizzoli, 2017)
- Gli autunnali (La nave di Teseo, 2018)
- Trascurate Milano (La nave di Teseo, 2018)
- Gli estivi (La nave di Teseo, 2020)
- Gli invernali (La nave di Teseo, 2021)
- I primaverili (La nave di Teseo, 2023)
- Gotico rosa (La nave di Teseo, 2024)

## Premi e riconoscimenti
- Finalista Premio Leonilde e Arnaldo Settembrini con Gotico rosa (La nave di Teseo 2024)
- Vincitore Premio Internazionale Città di Como con Gotico rosa (La nave di Teseo 2024)
- Vincitore Premio internazionale Scrivere per amore 2023 con il romanzo I primaverili (La nave di Teseo 2023)
- Vincitore Premio Città di Lugnano con il romanzo I primaverili (La nave di Teseo 2023)
- Finalista Premio La città dei lettori con il romanzo Gli invernali (La nave di Teseo 2021)
- Vincitore Premio Chiara sezione critica con I difetti fondamentali (Rizzoli 2017)
- Finalista Premio Internazionale Ceppo con I difetti fondamentali (Rizzoli 2017)
- Finalista Premio Zocca under 35 con La persecuzione del rigorista (Einaudi 2008)
- Finalista Premio Bergamo con La persecuzione del rigorista (Einaudi 2008)
- Vincitore Premio Chiara con il libro L'amore e altre forme d'odio (Einaudi 2006)
- Vincitore Premio Carlo Cocito con Il piede nel letto (Alacran 2005)